# Экономика Суринама
Природные ресурсы Суринама: нефть, лес, гидроэнергия, рыба, каолин, креветки, бокситы, золото, небольшие запасы руд никеля, меди, платины, железа.
Суринам экономически слаборазвитая страна. Объём ВВП ок. 7,1 млрд долл. (по паритету покупательной способности, 2013); в расчёте на душу нас. 12,9 тыс. долл. Индекс человеческого развития 0,705 (2014; 100-е место среди 187 стран мира).
Основа экономики – горнодобывающая и лесная промышленность, сельское и лесное хозяйство. Иностранный, в основном американский, капитал контролирует все главные отрасли. Темпы экономического роста зависят от мировых цен на сырьё. Прирост реального ВВП 4,7 % (2013); объём прямых иностранных инвестиций 112,8 млн долл. В структуре ВВП (2013) на долю сферы услуг приходится 54,5 %, промышленности и строительства – 36,6 % (в т. ч. обрабатывающая промышленность 21 %), сельского, лесного хозяйства и рыболовства – 8,9 %.

## Сельское хозяйство
Земельные фонды: пахотная земля: 0.36 % в т. ч. под зерновые культуры: 0.06 % (2005 год). Более 90 % территории занимают леса. Орошаемые земли: 510 кв. км (2003 год).
Главная аграрная культура – рис, возделывается преимущественно в прибрежных районах страны. Важнейшая зона рисоводства Суринама – наиболее крупный в стране польдер Вагенинген, занимающий площадь 10 тыс. га, где собирают два урожая риса в год. На ней трудятся в основном индонезийцы. С конца 1970-х годов средний урожай риса в Суринаме достигал 170–180 тыс. т. в год, а его экспорт – 50–60 тыс. т. в год.
Второй по важности культурой в сельском хозяйстве остаются бананы, которые играют важную роль в продовольственном обеспечении населения Суринама, а также в экспортных поступлениях страны. Некоторое значение в земледелии имеют также сахарный тростник, кофе, какао, апельсины, грейпфруты и кокосовые орехи. Собранный сахарный тростник полностью перерабатывается на единственном в Суринаме сахарном заводе в Мариенбурге.
Развито животноводство, рыболовство (в т. ч. промысел креветок) и переработка морепродуктов, а также обработка ценных сортов древесины.

## Энергетика и нефтедобыча
В структуре топливно-энергетического баланса страны на 2013 год на долю нефтепродуктов приходится около 54 %, гидроэнергии – около 46 %, биотоплива – менее 1 %. Монопольные права на добычу, переработку, транспортировку и сбыт нефти принадлежат госкомпании «Staatsolie Maatschappij Suriname» («Staatsolie»). Добыча нефти 0,83 млн т (2014), ведётся в округе Сарамакка (крупнейшее месторождение – Тамбаредхо, обеспечивает около 3/4 добычи), частично – на морском шельфе; около половины добытого объёма нефти экспортируется. Единственный НПЗ (мощность 0,39 млн т сырой нефти в год, расширяется до 0,75 млн т) действует в районе канала Таут-Лёй-Фаут в 12 км к югу от Парамарибо (округ Ваника). Производство этанола из биомассы (40 тыс т в год) – в округе Никкери.
Производство электроэнергии 1,75 млрд кВт·ч (2013), осуществляют главным образом компании «Suriname Aluminum Company» («Suralco», до 2015 под контролем американской «Alcoa») и «Staatsolie Power Company Suriname» (SPCS, подразделение «Staatsolie»). Крупнейшая электростанция – ГЭС «Afobaka» (мощность 180 МВт; на р. Суринам, округ Брокопондо; производит около 1/2 электроэнергии страны), мазутные ТЭС – «Saramaccastraat» в Парамарибо (мощность 68 МВт) и SPCS в районе канала Таут-Лёй-Фаут (62 МВт).

## Золотодобыча
Большая часть золота, добываемого в Суринаме, приходится на долю мелкомасштабных добытчиков, а не на крупные международные компании. Из 27,8 т драгоценного металла, произведенного в стране в 2015 г. 18,9 т было добыто кустарным методом. На конец 2016 года в стране работают всего два крупных промышленных рудника — «Rosebel» компании «IAMGOLD» (добыча золота в 2016 г. — 9,2 т, общая себестоимость (AISC) — 988 долл./унция, доказанные и вероятные запасы — 62 т) и открытый в конце 2016 г. «Merian» компании «Newmont Mining» (добыча золота в год — 11–12 т, доказанные и вероятные запасы — 133 т). Помимо прочего, рудник «Rosebel» известен тем, что на нем в 2014 г. была запущена солнечная электростанция мощностью 5 МВт.

## Транспорт
Транспортная инфраструктура Суринама слаборазвита, основной тип транспорта: водный. Основные цифровые характеристики
- Железные дороги: всего 166 км, не используются (2000).
- Автодороги:всего: 4 530 км; с покрытием: 1 178 км; без покрытия: 3 352 км
- Водные пути:1 200 км; водный транспорт - самый важный вид транспорта; океанские суда с осадкой до 7 м могут плавать по многим внутренним водным путям.
- Аэропорты: 46 (2000). Из них  с взлётно-посадочными полосами с твёрдым покрытием - 5. Аэропорты с взлётно-посадочными полосами без твёрдого покрытия:всего: 41

## Торговля
В 2016 году объем внешней торговли составил.
- Экспорт - 1,6 млрд долларов США. Главные товары: Золото ($1,02 млрд), Нефть и нефтепродукты ($138 млн), Лесоматериалы ($69,1 млн), Бананы ($53,2 млн) и рис ($42,4 млн), также экспортируются бокситы, креветки, рыба и сельскохозяйственное сырьё. Главные покупатели: Швейцария (30 %), Объединенные Арабские Эмираты (27 %), Бельгия и Люксембург (9,6 %), Гайана (5,6 %) и США (4,5 %).

- Импорт - 1,32 млрд долларов США. Главные товары: нефтепродукты, машины и оборудования (в т. ч. горнодобывающие ($39,3 млн), и автомобили ($33,7 млн), химические товары, продукты питания. Главные поставщики: США (24 %), Тринидад и Тобаго (13 %), Нидерланды (13 %), Китай (8,6 %) и Сент-Люсия (3,2 %).